# Кордон-Терси
Кордон-Терси — посёлок в Лысьвенском городском округе Пермского края России.

## Географическое положение
Посёлок расположен в южной части Лысьвенского городского округа на расстоянии примерно 16 километров на юго от посёлка Кормовище.

## История
С 2004 до 2011 гг. посёлок входил в Кормовищенское сельское поселение Лысьвенского муниципального района. Ныне заброшен.

## Население
Постоянное население составляло 43 человека (93 % русские) в 2002 году, 0 человек в 2010 году. По данным местных властей учтено было 16 человек в 2018, но в наличии населения уже нет.

## Климат
Климат умеренно континентальный. Среднегодовая температура воздуха равна: +1,7 °C; продолжительность безморозного периода: 165 дней; средняя мощность снегового покрова: 50 см; средняя глубина промерзания почвы: 123 см. Устойчивый снежный покров сохраняется с первой декады ноября по последнюю декаду апреля. Средняя продолжительность снежного покрова 160—170 дней. Средняя из наибольших декадных высот снежного покрова за зиму — 50 см. Средняя максимальная температура самого жаркого месяца: +24,4 °C. Средняя температура самого холодного месяца: −17,4 °C.